# دنيس بوتير
دنيس بوتير (بالإنجليزية: Dennis Potter)‏ هو كاتب مسرحي وكاتب سيناريو وصحفي وكاتب ومؤلف ومخرج بريطاني، ولد في 17 مايو 1935 في Berry Hill, Gloucestershire ‏ في المملكة المتحدة، وتوفي في 7 يونيو 1994 في Ross-on-Wye ‏ في المملكة المتحدة بسبب سرطان البنكرياس.
توفي بعد معاناة مع مرض السرطان عن عمر يناهز 59 عاما. ورغم ان بوتر كان قد عانى خلال الثلاثين عاما الأخيرة من حيانه من شلل جزئي، إلا ان ذلك لم يحل بينه وبين الإستمرار في الإبداع، حيث قدم عدة مسرحيات لاقت نجاحا منها: «قروش من الجنة» - «التحري المغني» - «ذكريات التلال الزرقاء».

## وصلات خارجية
- دنيس بوتير على موقع IMDb (الإنجليزية)
- دنيس بوتير على موقع ميوزك برينز (الإنجليزية)
- دنيس بوتير على موقع ديسكوغز (الإنجليزية)
- دنيس بوتير على موقع قاعدة بيانات الفيلم (الإنجليزية)